# Sugar Notch
Sugar Notch és una població dels Estats Units a l'estat de Pennsilvània. Segons el cens del 2000 tenia 1.023 habitants.

## Demografia
Segons el cens del 2000, Sugar Notch tenia 1.023 habitants, 417 habitatges, i 288 famílies. La densitat de població era de 387,2 habitants/km².
Dels 417 habitatges en un 25,2% hi vivien nens de menys de 18 anys, en un 48,9% hi vivien parelles casades, en un 16,3% dones solteres, i en un 30,9% no eren unitats familiars. En el 27,3% dels habitatges hi vivien persones soles el 16,8% de les quals corresponia a persones de 65 anys o més que vivien soles. El nombre mitjà de persones vivint en cada habitatge era de 2,45 i el nombre mitjà de persones que vivien en cada família era de 2,97.
Per edats la població es repartia de la següent manera: un 19,5% tenia menys de 18 anys, un 7,9% entre 18 i 24, un 27,9% entre 25 i 44, un 23,1% de 45 a 60 i un 21,7% 65 anys o més.
L'edat mediana era de 42 anys. Per cada 100 dones de 18 o més anys hi havia 85,2 homes.
La renda mediana per habitatge era de 33.125$ i la renda mediana per família de 38.906$. Els homes tenien una renda mediana de 30.430$ mentre que les dones 21.563$. La renda per capita de la població era de 15.902$. Entorn del 8% de les famílies i el 9,3% de la població estaven per davall del llindar de pobresa.

## Poblacions properes
El següent diagrama mostra les poblacions més properes.